# Macrothele yani
Macrothele yani is een spinnensoort uit de familie Macrothelidae. De soort komt voor in China.